# Légsúly
A légsúly súlycsoport az  ökölvívásban.
Angol elnevezése fly-weight, ami szó szerinti fordításban „légysúly”, azonban egy elírás következtében a légsúly terjedt el.

## Amatőr ökölvívás
Az amatőr ökölvívásban légsúlyúnak a 48–51 kg közötti versenyzőket nevezzük.
- 1904: 105 font (47,6 kg) alatt
- 1920–1936: 112 font (50,8 kg) alatt
- 1948–1964: 51 kg alatt
- 1968–tól: 48–51 kg
- jelenleg: 49–52 kg[1]

### A légsúly olimpiai bajnokai
- 1904  George Finnegan Amerikai Egyesült Államok
- 1920  Frankie Genaro Amerikai Egyesült Államok
- 1924  Fidel La Barba Amerikai Egyesült Államok
- 1928  Kocsis Antal Magyarország
- 1932  Énekes István Magyarország
- 1936  Willy Kaiser Németország
- 1948  Pascual Pérez Argentína
- 1952  Nathan Brooks Amerikai Egyesült Államok
- 1956  Terry Spinks Egyesült Királyság
- 1960  Török Gyula Magyarország
- 1964  Fernando Atzori Olaszország
- 1968  Ricardo Delgado Mexikó
- 1972  Georgi Kosztadinov Bulgária
- 1976  Leo Randolph Amerikai Egyesült Államok
- 1980  Petar Leszov Bulgária
- 1984  Steve McCrory Amerikai Egyesült Államok
- 1988  Kim Kwang-Sun Dél-Korea
- 1992  Choi Chol-Su Észak-Korea
- 1996  Maikro Romero Kuba
- 2000  Vicsan Ponlit Thaiföld
- 2004  Yuriorkis Gamboa Kuba
- 2008  Somjit Jongjohor Thaiföld
- 2012  Robeisy Ramírez Kuba
- 2016  Shakhobidin Zoirov Üzbegisztán

### Amatőr légsúlyú világbajnokok
- 1974  Douglas Rodríguez (Kuba)
- 1978  Henryk Srzednicki (Lengyelország)
- 1982  Jurij Alekszandrov (Szovjetunió)
- 1986  Pedro Reyes (Kuba)
- 1989  Jurij Arbacsakov (Szovjetunió)
- 1991  Kovács István (Magyarország)
- 1993  Waldemar Font (Kuba)
- 1995  Lunka Zoltán (Németország)
- 1997  Manuel Mantilla (Kuba)
- 1999  Bolat Zsumagyilov (Kazahsztán)
- 2001  Jérôme Thomas (Franciaország)
- 2003  Somjitr Jongjohor (Thaiföld)
- 2005  Lee Ok-Sung (Dél-Korea)
- 2007  Raushee Warren  (Amerikai Egyesült Államok)
- 2009  McWilliams Arroyo (Puerto Rico)
- 2011  Mihail Alojan (Oroszország)
- 2013  Mihail Alojan (Oroszország)
- 2015  Elvin Məmişzadə (Azerbajdzsán)
- 2017  Yosvany Veitía (Kuba)
- 2019
- 2021
- 2023

## Profi ökölvívás
A profi ökölvívásban a felső súlyhatár 8 stone, azaz 112 font (50,8 kg).

### A nagy világszervezetek légsúlyú világbajnokai
| WBA                                 | WBC                         | IBF                          | WBO                      |
| Artem Dalakian 17-0 (12 KO)         | Charlie Edwards 15-1 (6 KO) | Moruti Mthalane 38-2 (25 KO) | Kosei Tanaka 13-0 (7 KO) |
| Szuperbajnok                        |                             |                              |                          |
| Juan Francisco Estrada 33-2 (24 KO) |                             |                              |                          |